# Vasvári Péter
Vasvári Péter (Budapest, 1973. március 11. –) logótervező grafikus, Aranyrajzszög-díjas magyar grafikusművész.

## Élete és pályafutása
Előtanulmányait a Pannónia Filmstúdióban végezte a videófilm-készítés és a rajzfilm területén, majd később hallgatója lett a Magyar Képzőművészeti Egyetemnek. Itt tervezőgrafikus művész és vizuális nevelőtanár diplomát szerzett. Hallgatói tevékenységének végén Erasmus-ösztöndíj keretében külföldön, azaz Finnországban, Helsinkiben, Vantaa-ban az Evtek Muotoiluinstituutti EVITech Intézet Művészeti és Design Grafikai Osztályán folytatta tanulmányait.
Változatos feladatokban vett részt eddig mind Magyarországon és a világ kontinenseire készített projektekben, így Afrikába, Amerikába, Ausztráliába, Ázsiába és Európába. Feladatai elsősorban a vizuális identitásra épülő, logó, márkatervezés és brandépítés. Munkásságának jellegzetes és közismert szellemi termékei a pozitív-negatív térrel játszó logói, márkajelzései.

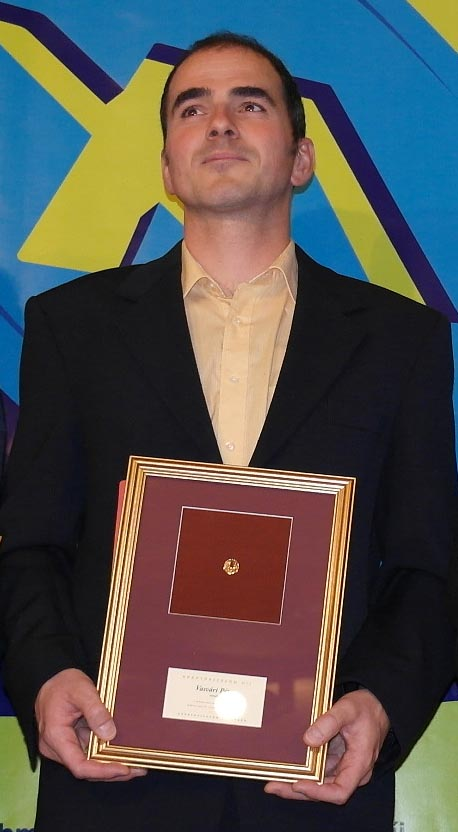
Vasvári Péter az Aranyrajzszög díj átadóján 2012-ben

Stílusteremtő munkáinak köszönhető, hogy 2011-ben a szakterület ismert és egyedülálló nemzetközi fóruma a LogoLounge egyik művét beválogatta az aktuális logótrendek közé. Szintén 2011-ben az ausztráliai design akadémia belső kiadványának volt egyik meghívott közreműködő szerzője.
2013-ban felkérést kapott, hogy egyik logója szerepelhessen oktatási anyagként az Gemological Institute of America Inc., U.S.A. tanóráin. Külsős konzulensként a Visart Művészeti Akadémia végzős hallgatók diplomamunkáinak értékelésében vett részt. Még ebben az évben, két egymást követő év után - háromszoros „The International Logo Design Award Hiiibrand 2010, 2011, 2012” díjas lett. Egyedüli magyar tervezőként pedig egyik logója lett beválasztva, a Lologlounge-kötetek szerzőjének új, trendeket, esettanulmányok és arculatok megújítását bemutató „Bill Gardner Logo Creed – Mystery, Method and Designing” című könyvébe, olyan világmárkák közé kerülve, mint a Nike, az Apple, az IBM vagy a Fedex. A Budapesti Metropolitan Egyetem Grafikai Intézet, tervezőgrafika MA szakos hallgató diplomamunkájának opponense 2016-ban és 2019-ben. 2017-ben és 2018-ban a KREA Kortárs Művészeti Iskola végzős tervezőgrafikusainak, brand designereinek diploma védésén vizsgabizottsági elnök. 2017-ben szakmai szimpóziumot tartott az intézményben. 2020-ban nemzetközi logó verseny, a The Best Brand Awards 6th competition magyar zsűri tagja. 2021-ben elkészíti - a szakma számára is hiánypótló - könyvét MAGYAR LOGÓK címen. A KREA-ban könyvbemutató keretében debütált. A kötet 319 alkotó, 680 válogatott logóját mutatja be. A logópályázatra több mint 4000 pályamű érkezett, melyből szakmai zsűri válogatott. A következő évben 2022-ben, MAGYAR TERVEZŐGRAFIKA TOP 100 néven készítette el újabb kötetét a szakma számára. A könyvbemutató a Magyar Képzőművészeti Egyetemen volt. A könyv törzsanyaga 100 kiemelkedő, magyar alkotók által készített tervezőgrafikai művet mutat be. Azokat az alkotásokat, melyeket a hazai és nemzetközi szakmai zsűri a legjobbnak ítélt a nyilvános pályázatra érkezett több mint félezer pályamű közül.
2024. Októberében átadásra kerültek a Magyar Logó Díj 2024 díjai. Az elismerésért a Magyar Logó Társaság - melynek alapítója, - pályázatán nyolc kategóriában lehetett indulni, a zsűri három fődíjast választott – ők arany/ezüst/bronz gyűrű és jelvény fődíjasok lettek, valamint az egyes kategóriákban arany/ezüst/bronz jelvényeket is odaítéltek. A küldetés, hogy a magyar tervezőgrafika, ezen belül is a magyar logótervezés, rangot, elismerést, széles körben megbecsülést nyerjen. A Magyar Logó Társaság nemcsak a pályázatot szervezte meg és bonyolította le, hanem kötetbe is rendezte a zsűri által kiválogatott legjobb alkotásokat: a Magyar Logó Díj 2024 nevű kiadványban ötszáz alkotást mutatnak be. A díjátadó eseménye a Magyar Művészeti Akadémián volt.
Eddig külföldön több mint 20 különböző logó, betűtípus és arculati munkáját díjazta - mindig más - nemzetközi összetételű zsűri. 200 felett van márka, logó és arculat munkája, mely különböző nemzetközi, dizájnnal foglalkozó könyvekben, publikációkban szerepel. Nős, három gyermek édesapja.

## Írásai és publikációi
- Nemzetközi elismerések két magyar logónak, Magyar Grafika, Magyarország (2011)
- Sikeres logótervezés - A negatív tér használata, Print and Publishing Magazin, Magyarország (2011)
- Spin the Web: Building a Career Online, Australian Academy of Design, Ausztrália (2011)
- Megrendelő és tervező (designer) kapcsolata, Magyar Grafika, Magyarország (2012)
- Jewlery Design and Technology Gothic Cross, Gemological Institute of America, Inc., USA (2013)
- Szerződés a grafikai megrendeléseknél, Fontossága, szerzői jogok, árképzések, Magyar Grafika, Magyarország (2013)
- Határtalan lehetőségek, Külföldi grafikai és dizájn megrendelések előnyei és buktatói, Magyar Grafika, Magyarország (2014)
- A pozitív - negatív tér, azaz rejtett formák a logó tervezésében, Művészeti Szemle, Pécsi Tudományegyetem, Magyarország (2014) [11]
- Külföldi megbízások a grafikus szemével, Magyar Grafika, Magyarország (2014)
- Rejtett formák a logótervezésben, VÁLOGATÁS MAGYAR TERVEZŐK LOGÓ MUNKÁIBÓL, Magyar Grafika, Magyarország (2015)
- A színek használata a látványtervezésben, VÁLOGATÁS MAGYAR TERVEZŐK SZÍNES MUNKÁIBÓL, Magyar Grafika, Magyarország (2015)
- A szépírás művésze Jancsó Áron..., Magyar Grafika, Magyarország (2015)
- A logótervezés határai / Hogyan osztályozhatjuk, és milyen tendenciák, új irányok vannak?, OCTOGON architecture&design magazin, (2020)
- MAGYAR LOGÓK, Vasvári Péter, Scolar Kiadó, (2021)
- MAGYAR TERVEZŐGRAFIKA TOP 100, Vasvári Péter, Scolar Kiadó, (2022)
- MAGYAR LOGÓ DÍJ 2024, VASVÁRI DESIGN, (2024)

## Díjak, elismerések
- "Én és a számítógép" Népszabadság pályázat I. díja, Magyarország (1998)
- ERASMUS ösztöndíj, EVITech Intézet Művészeti és Design Grafikai Osztály, Finnország (1998-1999)
- Carmen Würth Alapítvány logó pályázat különdíja, Magyarország (2001)
- Identity: Best of the Best 2010 - international brand design contest, Shortlist, Oroszország (2010)
- Third International Festival of the "Wait Of Morning" Award, Irán (2010)
- The International Logo Design Award Hiiibrand 2010, Bronze Award, Kína (2011)[12]
- LogoLounge Trends Report, U.S.A. (2011)
- Wolda Professional Awards "Best of Hungary" - the worldwide logo design annual, Olaszország (2011)
- The International Logo Design Award Hiiibrand 2011, Silver and Bronze Award, Kína (2012)
- Design from best 2012 - worldwide logo & identity design contest: 3., 4., 4., 5., 5., Places, Oroszország (2012)[13]
- 11. Aranyrajzszög-díj – “A közelmúltban kifejtett magas szintű szakmai munkájáért díj”, Magyarország (2012)
- The International Logo Design Award Hiiibrand 2012, Bronze Award, Kína (2013)[14]
- 4 th ICDA, International Corporate Design Award, vállalati logók-kategória, Award of Excellence / kiválóság-díja, Németország (2013)[15]
- Best Brand Awards, A legjobb Európai és Oroszországi márka, második helyezett díja, Spanyolország (2013)[16]
- The International Logo Design Award Hiiibrand 2013, Merit Award, Kína (2014)[17]
- 5 th ICDA, International Corporate Design Award, vállalati logók-kategória, Silver Award / kettő ezüst díj, Németország (2014)[18]
- Best Brand Awards, A legjobb Európai és Oroszországi márka, második helyezett díja, Spanyolország (2014)[19]
- 21st Annual Communicator Awards Notification, Silver Award of Distinction, U.S.A. (2015)[20]
- The International Logo Design Award Hiiibrand 2014, Merit Award, Kína (2015)[21]
- SCA - Summit Creative Award - logó kategóriában - Bronze Award, U.S.A. (2015)
- 2015 Taiwan International Graphic Design Award Finalist, 3 finalist works, Taiwan (2015)
- The International Logo Design Award Hiiibrand 2015, Merit Award, Kína (2016)
- The International Logo Design Award Hiiibrand 2017, Professional Logo Bronze and Nominations Award, Kína (2018)
- 9th WOLDA - Worldwide Logo Design Award 2018, Category: Logo New Europe, Award of Excellence, Németország (2018)
- 5th Hiii Typography International Typography Design Competition, Categorie: Communication and Experimental, Nomination Award, Kína (2019)
- 9th Hiiibrand International Brand Design Award, Professional Logo, Bronze Award, Kína (2019)
- The Best Brand Awards 6th competition, nemzetközi zsűri tag, (Tomoe Hamaguchia, Japán, Sophia Georgopoulou, Görögország, Kat McCord, Amerikai Egyesült Államok, Ewerton Mokarzel, Brazília, Péter Vasvári, Magyarosrszág, David Bouwer, Dél Afrika, Gary Schmid, Ausztrália.), Németország (2020)
- 11th WOLDA - Worldwide Logo Design Award 2020, Category: Logo New, Europe, Award of Excellence (három munka elismerése), Németország (2020)
- 12th WOLDA , nemzetközi zsűri tag, Németország (2021)
- 12th ICMA Award (International Creative Media Award), - Logos New kategória - arany, bronz, Kiválósági díj, Németország (2021)
- 13th WOLDA , nemzetközi zsűri tag, Németország (2022)
- 13th ICMA Award (International Creative Media Award), nemzetközi zsűri tag, Németország (2022)
- 15th ICMA Award (International Creative Media Award), Award of Excellence, Németország (2024)

## Egyéni kiállításai
- Festmények és grafikák - Pitypang Galéria, Budapest (1993)
- Festmények és grafikák - Taverna Galéria, Budapest (1993)
- Festmények és grafikák - Ady Endre Galéria avató, Budapest (1994)
- A negatív tér fogalma a logótervezésben - József Attila Művelődési Ház, Göd (2011)
- A negatív tér fogalma a logótervezésben / vándorkiállítás - Angyalföldi József Attila Művelődési Központ, Budapest (2011)
- A negatív tér fogalma a logótervezésben / vándorkiállítás - Ady Endre Gimnázium, Budapest (2012)
- A negatív tér fogalma a logótervezésben / vándorkiállítás - Reichel József Művelődési ház., Pilisborosjenő (2012)
- A „negatív tér fogalma a logótervezésben” 2013 évi vándorkiállítás első állomása. - Amman étterem, Budapest (2013)

## Csoportos kiállításai
- Deutsche Telekom pályázat kiállítása, Budapest – Magyar Képzőművészeti Egyetem (1997)
- XI. Esztergomi Fotográfiai Biennálé "Manu Propria", Esztergom (1998)

Vasvári Péter által tervezett logók

- XI. Békéscsabai Tervezőgrafikai Biennálé, Békéscsaba – Munkácsi Mihály Múzeum (1998)
- Választás VAM!- Alkossuk meg jövőképünket! - című tárlat, VAM Design Center, Budapest (2008)
- Aranyrajzszög kiállítás, Budapest (2009,..., 2024)
- Identity: Best of the Best, Oroszország (2010)
- International Festival exhibition of the "Wait of Morning", Irán (2010)
- XVII. Békéscsabai Tervezőgrafikai Biennálé, Békéscsaba – Munkácsi Mihály Múzeum (2010)
- XVII. Békéscsabai Tervezőgrafikai Biennálé, Budapest – Magyar Alkotóművészek Háza (2011)
- Exhibition for the WINNERS of Hiiibrand 2010 in Nanjing, Kína (2011)
- Hiiibrand 2010: The International Logo Design Award Exhibitions - Hangzhou, Kína (2011)
- Hiiibrand 2010 Exhibitions - Urumqi, Kína (2011)
- XVIII. Békéscsabai Tervezőgrafikai Biennálé, Békéscsaba – Munkácsi Mihály Múzeum (2012)
- Hiiibrand Awards 2011 Exhibitions - Nanjing, Kína (2012)
- Hiiibrand Awards 2012 Exhibitions - Redtory, Guangzhou, Kína (2013)
- Hiiibrand Awards Exhibition - Hangzhou, Kína (2013)
- Jeles! - Mester és tanítványai, Budapest, Hegyvidék Galéria (2014)
- Hiiibrand Awards Exhibition - , Kína (2014), (2015)
- 2015 Taiwan International Graphic Design Award Finalist, 3 finalist works, Taiwan (2015)
- Hommage à Vasarely 1906-2016, Pécsi Galéria (Magyarország), Stuttgart (Németország), Brüsszel (Belgium) (2016)
- ITT és MOST című, az MKE jelenlegi és volt tervezőgraﬁkus hallgatói, valamint tanáraik kiállítása, Budapest (2017)
- AKKOR és MOST című, (A kiállítás koncepciója szerint a kiállítók a hajdani diploma munkájuk mellett egy mai munkát állítanak ki.), Budapest (2017)
- PLAKÁT A PLAKÁT UTÁN 130 1885-2015, Magyarország (2017)
- Hiiibrand Award-winning international exhibition - Kína, Hangzhou, Zhejiang (2019)
- Magyar Művészeti Akadémia Bauhaus 100 plakátkiállítása, Pesti Vigadó, Magyarország (2019)
- Magyar Logó Díj kiállítás és könyvbemutató, Partiumi Keresztény Egyetem, Partium épület, Amfiteátrum, Nagyvárad, Románia (2024)

TypoSzalon - Magyar Tipográfusok Egyesületének kiállításain:
- 2009 Typochondria 6, „Bulvár” c. nemzetközi kiállítás – Peter Wilhelm Art Center, Budapest
- 2011 Typochondria 8, – „Tánc a képzőművészetben” – a Tánc Világnapja alkalmából – Budai Táncklub, Budapest
- 2012 Typochondria 9, – „Tánciskola” – 50 éves a Budai Táncklub – a Tánc Világnapja alkalmából – Budai Táncklub, Budapest
- 2012 Tendenciák-sorozat 14, – „Tánc” – Marczibányi Téri Művelődési Központ, Budapest
- 2012 Typochondria 10, – „Tr[end] of print” – Országos Széchényi Könyvtár, Budapest
- 2013 „ZENE” - A 10 éves TypoSzalon jubileumi kiállítása – Vízivárosi Galéria, Budapest
- 2014 „IRODALOM” Vízivárosi Galéria, Budapest
- 2014 Haiman György jubileumi kiállítás, Petőfi Irodalmi Múzeum Budapest
- 2015 „ÉPÍTÉSZET” Vízivárosi Galéria, Budapest

## Tagság
- Műszaki és Természettudományi Egyesületek Szövetsége, Magyar Szakújságírók Egyesülete, Magyar Grafika
- Magyar Képzőművészek és Iparművészek Szövetsége, Tervezőgrafikai Szakosztály

## Színpadi szereplés
1996-ban felkérést kapott - a hasonlóság miatt - és fellépett, mint Buddy Holly imitátor korhű öltözékben a Budapesti Műszaki és Gazdaságtudományi Egyetem (BME) Vásárhelyi Pál Kollégiumában megtartott magyarországi Buddy Holly klub estéin. A zene nem állt tőle távol, hiszen Ének-Zene Tagozatos Általános Iskolába járt. Itt zongorázni tanult, majd később gimnazistaként gitár órákon is részt vett.

## Interjúk
- Göd Városi Televízió interjú (2011)
- Hír Televízió, Paletta Magazin interjú (2012)
- Enspire interjú (2012)
- D1 TV, Kortárs korzó műsor:  (2012)
- FUGA RÁDIÓ, < hang(t)ár < 2012. November 28. :  (2012)
- Magyar Televízió M1, Megoldások Magazin interjú (2012)
- Hír Televízió, 10 perc című műsor (2013)
- Magyar Televízió M1, Tessék! című műsor (2015)
- A logótervezés határai (Hogyan osztályozhatjuk, és milyen tendenciák, új irányok vannak?) https://www.octogon.hu/design/a-logotervezes-hatarai
- brandguide LIVE - Vasvári Péter https://www.youtube.com/watch?v=tfY_YAlHvjQ
- Gundel, Aranyélet, Road Movie – a jó logó fél siker! https://eletforma.hu/kul-tour/gundel-aranyelet-road-movie-a-jo-logo-fel-siker/
- Megjelent a Magyar logók című kiadvány https://hirado.hu/videok/megjelent-a-magyar-logok-cimu-kiadvany
- Megjelent a legjobb magyar logókat tartalmazó könyv https://www.octogon.hu/design/megjelent-a-legjobb-magyar-logokat-tartalmazo-konyv
- Milyen is egy tökéletes logó? A Magyar Logó Díjról, alkotóiról, logó tervezésről... Duna Televízió, a Divat és Dizájn című műsor. (2024)